# Andrea Parenti
Andrea Parenti (n. 26 aprilie 1965, Casalecchio di Reno, Emilia-Romagna, Italia) este un arcaș ce a reprezentat Italia, medaliat olimpic. A participat la 3 ediții ale Jocurilor Olimpice (1988, 1992, 1996) în care a câștigat o medalie de bronz.